# 連山直隸廳

连山厅在广东省的位置（1820年）

連山直隸廳，是清朝廣東省轄下的一個直隸廳，隸屬於南韶連道，在評價上是「繁，難」二字缺等級。
原先建制是連山縣，隸屬於廣州府。雍正五年（1727年），改隸連州直隸州。嘉慶二十一年（1816年），將連山縣獨立升格為「連山綏瑤直隸廳」。民國時期，全國實施「廢廳改縣」，連山直隸廳被改為廣東省的連山縣。